# کوشئتوو
کوشئتوو (به لاتین: Khosheutovo) یک منطقهٔ مسکونی در روسیه است که در استان آستراخان واقع شده‌است.